# لوس گاتوس (کالیفرنیا)
لوس گاتوس (به انگلیسی: Los Gatos) شهری در شهرستان سانتا کلارا ایالت کالیفرنیا است که در سرشماری سال ۲۰۱۰ میلادی، ۲۹۴۱۳ نفر جمعیت داشته است. 